# Avenue Coursault
L'avenue Coursault est une voie de communication de la ville de Joinville-le-Pont.

## Situation et accès
L’avenue Coursault est une des voies du quartier de Palissy.

## Origine du nom
L’avenue est baptisée d’après Théodore Coursault (1846-1915), notaire à Montmorency (1873 -1887) puis jurisconsulte et avocat, franc-tireur pendant la guerre franco-allemande de 1870, officier de cavalerie.

## Historique
La rue est située au sein du quartier de Palissy, qui est urbanisé sous le nom de Villa Palissy et commercialisé par le porcelainier Jean-Marie Gille à partir des années 1860.
Le nom de la voie est attesté dans le recensement organisé au cours de l’année 1921.

## Bâtiments remarquables et lieux de mémoire
L’avenue Coursault donne accès au Square de Palissy / Bir-Hakeim, espace vert public de la commune, qui contient une statue de Bernard Palissy, due à l’atelier de Jean-Marie Gille. 

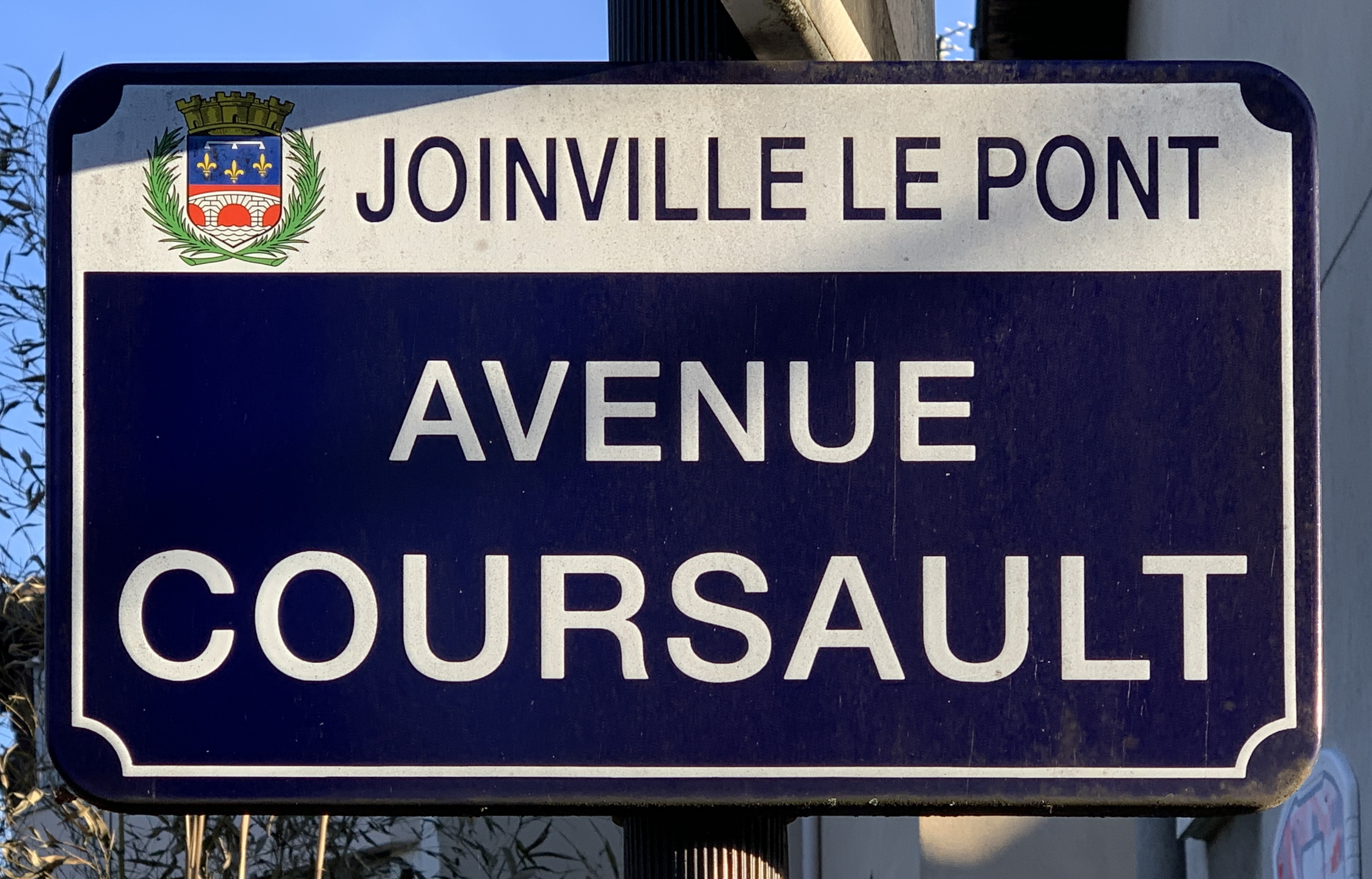
Plaque de l'avenue Coursault
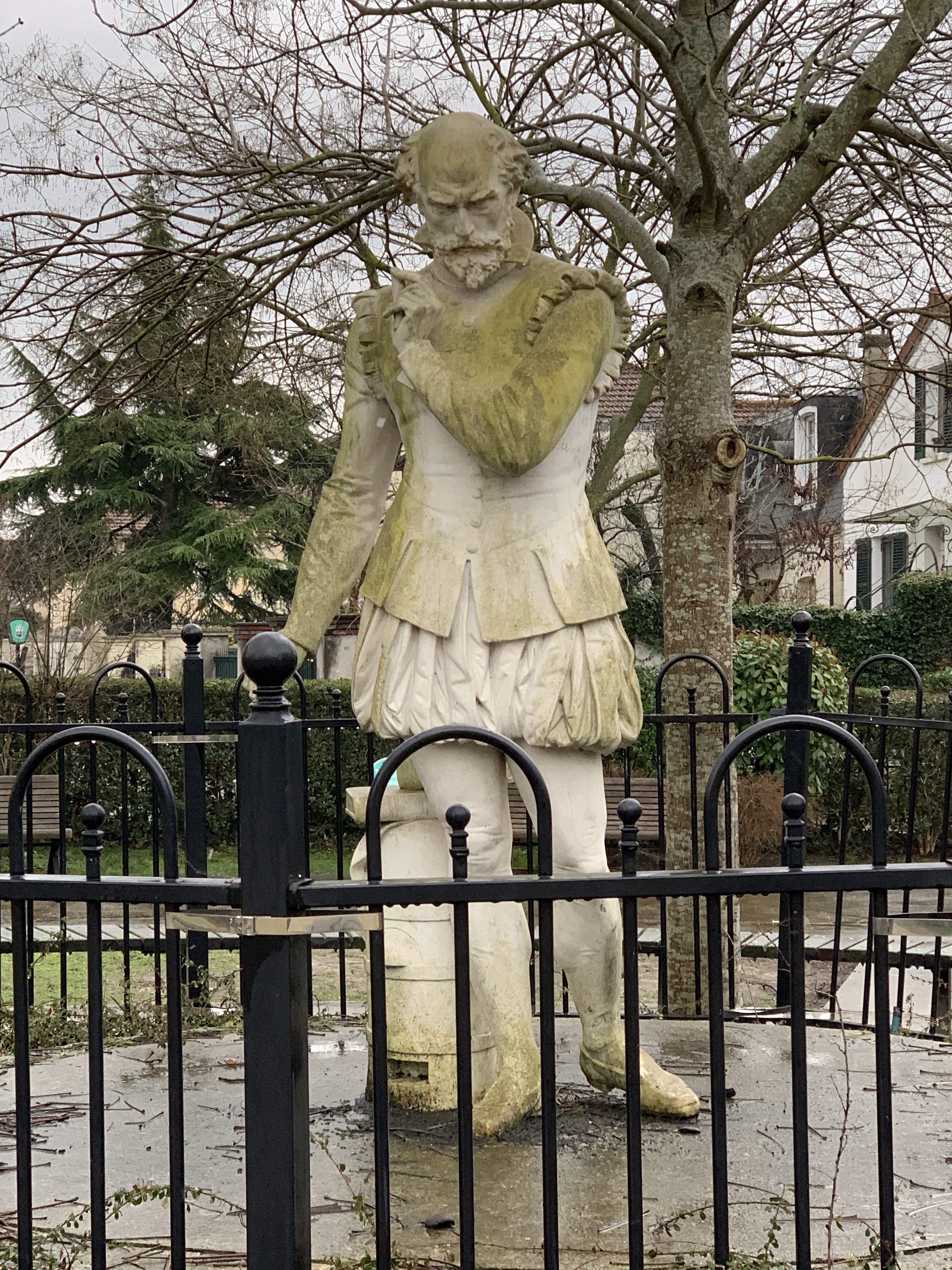
Statue de Bernard Palissy